# Ви
Ви — особовий займенник другої особи множини, також вживається при особливому ввічливому або офіційному зверненні до однієї особи.

## Історія
Використання шанобливого «ви» для позначення однієї особи вперше відзначено в латині для звернення до імператора. Згодом поширилося в мовах народів, які зазнали впливу давньоримської і візантійської культури.
За однією з версій в Московське царство «викання» прийшло в XVIII столітті, коли у 1722 році Петро I ввів в Росії табель про ранги, по якій до всіх вищих (за рангом) належало звертатися на «ви». За порушення цього правила покладався штраф. Існують припущення, що через цей фактор слово «ви» появилось і в українській мові.
Проте «ви» також могло проникнути в російську мову з староукраїнської, оскільки в ній така форма зустрічається з 14 ст.

## В інших мовах
В інших мовах як ввічливого поводження до однієї особи можуть використовуватися:
1. займенник другої особи множини, як в російській мові: фр. vous
2. займенник третьої особи однини: італ. Lei (замість старого вирази італ. Vostra Signoria — «Ваша милість»[3]);
3. займенник третьої особи множини: нім. Sie
4. особливе слово з граматичними властивостями третьої особи однини: ісп. usted порт. você нід. u пол. Pan, Pani — або другої особи множини або однини: рум. dumneavoastră, dumneata